# 政治不信
政治不信（せいじふしん）とは社会において人々の政治に対するネガティブな意識の総称。日本国内においては政治不信は年別で大きく推移しており、政治家の汚職や支持率の低い政権の時期に政治不信の割合が高くなってるという特徴が見られる。